# Heino Eller
Heino Eller, född den 7 mars 1887 i Tartu, död den 16 juni 1970 i Tallinn, var en estnisk kompositör och musikpedagog.
Åren 1907/08 studerade han violin vid konservatoriet i Sankt Petersburg, senare från 1913 till 1915 och 1919/20 komposition och musikteori. Från 1908 till 1911 studerade han juridik. Under Första världskriget kämpade han som soldat i den ryska armén.
Från 1920 till 1940 undervisade Eller i komposition och musikteori vid den högre musikskolan i Tartu (Tartu Kõrgem Muusikakool). Under sin tid där beredde han väg för bland andra Eduard Tubin. Från 1940 till sin död var Eller docent vid konservatoriet i  Tallinn (Tallinna Riiklik Konservatoorium), den nuvarande Estniska musikakademien. Till hans elever där hörde Arvo Pärt.